# Elachertus longipetiolus
Elachertus longipetiolus är en stekelart som beskrevs av Boucek 1971. Elachertus longipetiolus ingår i släktet Elachertus och familjen finglanssteklar. Arten är reproducerande i Sverige. Inga underarter finns listade i Catalogue of Life.